# Beinasco Open 2014
Il Beinasco Open 2014 è stato un torneo di tennis facente parte della categoria ITF Women's Circuit nell'ambito dell'ITF Women's Circuit 2014. Il torneo si è giocato a Beinasco in Italia dal 24 febbraio al 2 marzo 2014 su campi in terra rossa indoor e aveva un montepremi di 25000 $.

## Vincitrici

### Singolare
Anastasia Grymalska ha battuto in finale  Anastasіja Vasyl'jeva con il punteggio di 7–6(7–5), 6–3

### Doppio
Nicole Clerico /  Giulia Gatto-Monticone hanno battuto in finale  Jocelyn Rae /  Anna Smith con il punteggio di 6–1, 5–7, [13–11]